# Kejžar
Kejžar je priimek v Sloveniji, ki ga je po podatkih Statističnega urada Republike Slovenije na dan 1. januarja 2010 uporabljalo 371 oseb.

## Znani nosilci priimka
- Alenka Kejžar (*1979), plavalka
- Bogdan Kejžar, profesor matematike na Gimnaziji Kranj, mag.
- Franc Kejžar (*1954), jezuit, teolog, komparativist, literat
- Ivan Kejžar (1871—1938), društveni in politični/narodni delavec
- Ivan Kejžar (1935—2018), sociolog, industrijski pedagog (andragog)
- Ivan Kejžar - Kovačev (*193#?), gozdarski inženir, domoznanski publicist (Sorica), slikar akvarelov
- Ludvik Kejžar (1928—?), partizan in politični delavec
- Matej Kejžar (*1974), plesalec, koreograf, pedagog...
- Mira Kejžar, učiteljica, mojstrica klekljanja
- Mirko Kejžar (1897–1943), sodnik (ubit)
- Mohor Kejžar, slikar, glasbenik in ustvarjalec v naravi (Sorica)
- Nataša Kejžar (*1976), plavalka, statističarka
- Peter Kejžar (1938–2018)?, narodnozabavni glasbenik
- Petra Puhar Kejžar, pobudnica in vodja Design studia GT (društvo "Puhart"/Kr)
- Rajko Kejžar (*1939), kemik
- Roman Kejžar (*1966), atlet, maratonec
- Viktor Kejžar (?—1942), politični aktivist, partizan